# Yarkand (rivier)
De Yarkand (Oejgoers: يەكەن دەرياسى; Chinees: 叶尔羌河, pinyin: Yèěrqiāng Hé) is een rivier in het westen van het Tarimbekken in Xinjiang. De Yarkand vormt bij de samenvloeiing met de Aksu de oorsprong van de Tarim. Het Tarimbekken is endoreïsch: het watert niet af naar een zee of oceaan.
De Yarkand ontspringt op de noordelijke flanken van de Karakoram, op de grens met Pakistan. Vanaf daar stroomt de rivier in noordelijke richting. De rivier snijdt door de uitlopers van de Kunlun met een klovig dal, om 100 km ten zuiden van de stad Yarkand het Tarimbekken binnen te stromen. De oase rond deze stad wordt gevoed door de Yarkand. De rivier stroomt dan door de woestijn van de Taklamakan. Van Tumxuk tot Aral stroomde de rivier vroeger in oostelijke richting om 30 km ten westen van Aral met de Aksu samen te vloeien. Tegenwoordig wordt zoveel water uit de rivier onttrokken voor irrigatie, dat de rivier bij de samenvloeiing vrijwel droog staat.